# Ignacio Franzani
Ignacio Alberto Franzani Biondi (né le 17 mai 1979 à Santiago du Chili), est un journaliste, animateur de radio et animateur de télévision chilien.

## Radio

### Émissions de radio
- Chile música en vivo : Animateur (Radio Université du Chili)
- Radiópolis : Animateur (Radio Université du Chili)
- 2011 : El País de las Maravillas : Animateur (avec Javiera Contador et Katyna Huberman) (Radio Zero)
- 2011-present : Gran Capital : Animateur (Radio Zero)

## Télévisión

### Émissions de télévision
- 2005-2006 (Vía X) : Xpress : Présentateur
- 2005 : Bikini (Vía X) : Présentateur
- 2006 : Vía directa (Vía X) : Présentateur
- 2006 : Chile Elige (TVN) : Panéliste
- 2006-2010 : Cadena Nacional (Vía X) : Présentateur
- 2007-2008 : En boca de todos (Canal 13) : Commentateur de spectacles
- 2007-2008 : Alfombra roja (Canal 13) : Commentateur de spectacles
- 2008 : Grandes Chilenos (TVN) : Panéliste
- 2010 : A/Z (TVN) : Présentateur
- 2011 : Buenos días a todos (TVN) - Présentateur remplacement
- 2011-2013 : Sin maquillaje (TVN) - Présentateur
- 2011-2012 : Fruto prohibido (TVN) : Présentateur (avec Katherine Salosny)
- 2011 : Un minuto para ganar (TVN) : Participant
- 2012 : Gran avenida (TVN) : Présentateur
- 2012 : Paris Parade (TVN) : Présentateur
- 2013 : Vive Viña en TVN (TVN) : Panéliste
- 2013-présent : El Locutorio (Canal 24 Horas) : Présentateur